# Kulturåret 1736

## Nya verk
- Joseph Butler - Analogy of Religion
- Muhammad ibn Abd-al-Wahhab - Kitab at-tawhidt
- Alexander Pope - The Works of Alexander Pope vols. iii - iv

## Födda
- 8 augusti - Lorenzo Baldissera Tiepolo (död 1776), italiensk målare
- 21 juli - Ulla Adlerfelt (död 1765), svensk konstnär och adelsdam.
- 27 oktober - James Macpherson (död 1796), skotsk författare.
- 18 november - Anton Graff (död 1813), schweizisk målare.
- 20 december - Charlotta Cedercreutz (död 1815), svensk konstnär och ledamot av Konstakademien
- okänt datum - Jöns Ljungberg (död 1818), svensk schatullmakare och möbelsnickare.

## Avlidna
- 25 juli - Jean-Baptiste Pater (född 1695), fransk rokokomålare.
- okänt datum - Lorenzo Ottoni (född 1648), italiensk skulptör.
- okänt datum - Bernardino Cametti (född 1669), italiensk skulptör.
- okänt datum - Martin Mijtens d.ä. (född 1648), nederländsk konstnär.
- okänt datum - Johann Heinrich Wedekind (född 1674), tysk målare.
- okänt datum - Marie Madeleine de Montaigu